# Libanohypselosoma
Libanohypselosoma is een geslacht van wantsen uit de familie van de Schizopteridae. Het geslacht werd voor het eerst wetenschappelijk beschreven door Azar & Nel in 2010.

## Soorten
Het genus is monotypisch en bevat alleen de volgende soort:

- Libanohypselosoma popovi Azar & Nel, 2010